# Hubert Houben
Hubert Houben (Alemania, 24 de febrero de 1898-9 de noviembre de 1956) fue un atleta alemán, especialista en la prueba de 4 x 100 m m en la que llegó a ser subcampeón olímpico en 1928.

## Carrera deportiva
En los JJ. OO. de Ámsterdam 1928 ganó la medalla de plata en los relevos 4 x 100 m metros, con un tiempo de 41.2 segundos, llegando a meta tras Estados Unidos (oro con 41.0 segundos que fue récord del mundo) y por delante de Reino Unido (bronce), siendo sus compañeros de equipo Richard Corts, Georg Lammers y Helmut Körnig.